# Gharjan
Gharjan (arab. غريان, Gharyān) – miasto w północno-zachodniej Libii, w gminie Al-Dżabal al-Gharbi, w górach Dżabal Nafusa, gdzie zamieszkuje większość Berberów. W latach 2001–2007 siedziba administracyjna gminy Gharjan. W 2011 roku miasto liczyło ok. 38,7 tys. mieszkańców. Miejscowość jest ośrodkiem handlowo-usługowym regionu rolniczego, a także ośrodkiem przemysłu spożywczego i rzemiosła (dywany i ceramika).